# Pine Cay
Pine Cay ist eine kleine Insel in der Kette der westlichen Caicos-Inseln. Sie gehört politisch zum britischen Überseegebiet der Turks- und Caicosinseln und ist heute in Privatbesitz.
Die Insel ist Teil einer Gruppe von etwa 20 flachen Sandinseln, die zwischen der Westküste von North Caicos und der Nordostküste von Providenciales liegen. Pine Cay ist nur durch einen schmalen Meeresarm von dem westlich angrenzenden Water Cay getrennt; der Durchgang ist heute im Norden so stark versandet, dass die Nachbarinsel zumindest bei Niedrigwasser zu Fuß erreichbar ist.
Auf Pine Cay betreibt der Besitzer der Insel, der Meridian Club, seit 1970 eine kleine luxuriöse Bungalowanlage. Die Insel verfügt über einige Versorgungseinrichtungen und eine 800 Meter lange Start- und Landebahn für Kleinflugzeuge.